# Spirobolus noronhensis
Spirobolus noronhensis är en mångfotingart som beskrevs av Pocock 1890. Spirobolus noronhensis ingår i släktet Spirobolus och familjen Spirobolidae. Inga underarter finns listade i Catalogue of Life.